# McClure Strait
Die McClure Strait (deutsch „McClure-Straße“) ist eine Meerenge im Arktischen Ozean innerhalb der kanadischen Nordwest-Territorien. Sie bildet den westlichsten Teil des Parry Channels und verbindet den Viscount-Melville-Sund im Osten mit der Beaufortsee im Westen.
Sie trennt dabei, im kanadisch-arktischen Archipel gelegen, Banks Island im Süden von den Königin-Elisabeth-Inseln Melville Island, Prince Patrick Island und Eglinton Island im Norden. An der schmalsten Stelle hat die McClure Strait eine Breite von etwa 75 Kilometern.
Die Meerenge ist benannt nach dem Briten Robert McClure, der die Nordwestpassage entdeckte. Die McClure Strait ist in der Regel auch im Sommer von Packeis bedeckt. Erst im August 1954 wurde sie von einem Schiff, dem Eisbrecher USCGC Northwind, durchfahren. Als mögliche Folge der Globalen Erwärmung, war die McClure Strait 2007 erstmals seit Beginn der Satellitenbeobachtung vor 30 Jahren völlig eisfrei.